# アンドレイ・ポルパノフ
アンドレイ・ヴァシリエヴィチ・ポルパノフ（ロシア語: Андре́й Васи́льевич Полупа́нов、ウクライナ語: Андрі́й Васи́льович Полупа́нов、1888年9月26日 - 1956年12月5日）は、ロシア帝国とソビエト連邦の軍人、政治家。

## 生涯
ロシア帝国下のエカテリノスラフ県ヤシノフスキー鉱山村(現在のドネツィク州)で鉱山労働者の家に生まれた。
1912年からボルシェヴィキ党に所属した。
第一次世界大戦時に海軍に入隊し、黒海艦隊の一員として活躍した。
ロシア内戦の際は赤軍に加わり、、1918年1月からは第1軍の水兵分遣隊の指揮官として、白軍やウクライナ人民共和国軍と戦った。
同年6月から東部戦線(赤軍)で活躍した装甲列車4号「スヴァボーダ・イーリ・スミェールチ」 (Свобода или смерть、「自由か死か!」の意) の指揮官として参戦した。ウリヤノフスクの戦いで列車が破壊され、ヴォルガ川の蒸気船にて逃亡したが、白軍に船を拿捕された。列車の乗組員と赤軍に協力したハンガリー国際主義者が射殺されたが、ポルハノフは同じ装甲列車の司令官ナウム・ギメリシュテインと共にカザンに落ち延び、生き残る事が出来た。
1921年に赤旗勲章を授与された。
内戦終結後は党の一員として活動し、1956年12月5日に亡くなった。